# Coleophora klimeschiella
Coleophora klimeschiella is een vlinder uit de familie kokermotten (Coleophoridae). De wetenschappelijke naam is voor het eerst geldig gepubliceerd in 1952 door Toll.
De soort komt voor in Europa.